# Ross Edgar
Ross Edgar (Newmarket, 3 januari 1983) is een Brits wielrenner. Hoewel Edgar is geboren in Engeland, kwam hij tijdens de Gemenebestspelen van 2002 en 2006 uit voor Schotland. Tijdens de Gemenebestspelen van 2006 won Edgar goud op de teamsprint samen met Chris Hoy en Craig MacLean. Tijdens de Olympische Spelen van 2008 in Peking won Edgar zilver op de Keirin.

## Belangrijkste resultaten
2002
- Gemenebestspelen teamsprint (met Chris Hoy en Craig MacLean)

2003
- Britskampioenschap sprint

2004
- Europees Kampioenschap Sprint onder 23 jaar
- Britskampioenschap sprint
- Britskampioenschap teamsprint

2005
- Europees Kampioenschap Sprint onder 23 jaar
- Wereldbeker Manchester teamsprint (met Chris Hoy en Craig MacLean)

2006
- Gemenebestspelen keirin
- Gemenebestspelen sprint
- Gemenebestspelen teamsprint
- Britskampioenschap keirin
- Wereldbeker Sydney teamsprint (met Chris Hoy en Craig MacLean)

2007
- Wereldbeker Manchester teamsprint (met Chris Hoy en Craig MacLean)
- Wereldkampioenschap teamsprint (met Chris Hoy en Craig MacLean)
- Wereldkampioenschap keirin
- Britskampioenschap sprint

2008
- Olympische Spelen keirin
- Wereldkampioenschap teamsprint (met Chris Hoy en Jamie Staff)
- Wereldbeker Manchester teamsprint (met Jason Kenny en Jamie Staff)

2010
- Britskampioenschap teamsprint
- Wereldkampioenschap teamsprint (met Chris Hoy en Jason Kenny)